# Husstövlus
Husstövlus (Cerobasis annulata) är en insektsart som först beskrevs av Hagen 1865.  Husstövlus ingår i släktet Cerobasis och familjen stumpvingestövlöss. Arten är reproducerande i Sverige. Inga underarter finns listade i Catalogue of Life.